# Tactical Force
Tactical Force ist ein US-amerikanischer Action-Thriller aus dem Jahr 2011 mit Steve Austin und Michael Jai White in den Hauptrollen. Regie führte Adamo Paolo Cultraro, der auch das Drehbuch verfasste. Der Film ist eine Direct-to-Video-Produktion.

## Handlung
Ein vierköpfiges SWAT-Team gerät während einer Routineübung zwischen zwei Verbrecherbanden. Es kommt zum Kampf.

## Hintergrund
Der Film wurde nicht in Los Angeles, sondern in Vancouver, British Columbia, gedreht. Das Budget des Films lag bei einer Summe von rund 8,4 Millionen US-Dollar. Die zuständigen Produktionsfirmen waren Nasser Group North, Hangar Films 14 und Caliber Media Company. Am 9. August 2011 erschien der Film erstmals in den USA auf DVD und Blu-ray. Die Spieldauer beträgt 85 Minuten. Der Film erhielt überwiegend negative aber auch positive Kritik.

## Kritiken
„Explosionen, Schießereien und natürlich Faustkämpfe machen Tactical Force aus. Mit ein bisschen Witz sieht man vielleicht über die etwas langwierige Storyline hinweg und Austin-Fans (Knockout, Recoil, Hunt to Kill, The Expendables, Damage) kommen hier sowieso auf ihre Kosten. Von einer Filmempfehlung ist der Streifen allerdings noch ein ganzes Stück entfernt!“